# Chocolat Cailler
Pour les articles homonymes, voir Cailler.
 (juin 2017).
Chocolat Cailler est une marque commerciale de confiseries chocolatées industrielles fondée par le vaudois François-Louis Cailler en 1819. L'entreprise Cailler a marqué l'histoire du chocolat en Suisse par l'industrialisation des processus de production du chocolat et la démocratisation de ce produit équatorial.

## Histoire

### XIXesiècle
La chocolaterie familiale est fondée en 1819 par François-Louis Cailler, industriel d'une famille de Daillens et Vevey, après un séjour en Italie. De retour à Vevey en 1818, il crée des machines pour la première fabrique moderne de chocolat de Suisse. Sur la commune de Corsier, il présente le chocolat sous forme de plaque. 
L'entreprise reste familiale jusqu'au début du XXe siècle. En 1863, ses fils François-Louis, Auguste et François-Alexandre poursuivent la production à la rue des Bosquets à Vevey. Le mariage de sa fille Fanny-Louise avec Daniel Peter la même année 1863 ne provoque aucune synergie immédiate. 
À sa mort, son petit-fils Alexandre-Louis Cailler, le fils de François-Alexandre, reprend la production et désire agrandir la fabrique. Il fonde la chocolaterie Cailler, qui est la première fabrique moderne de chocolat de Suisse. Grâce aux machines de son invention, il est le premier homme à automatiser la fabrication du chocolat pour en abaisser le prix de revient. 
Alors qu'il se promène en Gruyère, il localise l'endroit propice à l'emplacement de sa nouvelle fabrique, à proximité d'une ligne de chemin de fer. En 1899, la fabrique de Broc ouvre ses portes en pays fribourgeois, où le lait est une des principales matières premières. Le jeune entrepreneur introduit alors du lait dans l'élaboration du chocolat selon la recette inventée par Daniel Peter en 1875. 

### XXesiècle
En 1898, la Fabrique Cailler de Vevey donnait du travail à 120 ouvriers et la fabrique de Broc donne un gagne-pain à 1400 employés en 1913, grâce à sa fusion avec Peter et Kohler au sein de Peter, Cailler, Kohler, Chocolats Suisses S.A. survenue en 1911. 
Le développement rapide nécessite la transformation de l'entreprise familiale en une société anonyme en 1900. La fusion avec Peter et Kohler (PCK) permet de faire face à la concurrence en étendant les réseaux commerciaux à l'étranger en 1911.  
Alexandre Louis Cailler devient administrateur-délégué de la nouvelle société, sise à Vevey. Après les turbulences de la guerre et de la crise de reconversion, il décide en 1928 la fusion avec Nestlé, société présente dans le capital de PCK dès 1911.   
En 1923, Cailler invente le Frigor, un chocolat fourré.
En 1929, Nestlé achète la compagnie de Peter pour fonder Chocolats Peter, Cailler, Kohler, Nestlé.

### XXIesiècle
L'entreprise Cailler a été un facteur de développement de la Gruyère. Au début du XXe siècle, l'usine rémunérait encore 1300 employés, alors qu'elle n'emploie plus que 300 personnes au XXIe siècle. Le principal lieu de fabrication de la marque Cailler est à Broc, elle emploie 400 personnes en Gruyère.

#### Années 2010
Depuis avril 2010, un nouveau parcours visiteurs est en place. Ceci permettant de visiter la fabrique, de comprendre la fabrication du chocolat et de goûter les différents produits.
Dans un article daté du 24 décembre 2019, le journal suisse La Gruyère signale que « la marque brocoise propose des pralinés des Recettes de l’Atelier. Des produits disponibles en Suisse qui ont été conçus... en Espagne selon l’inscription figurant au dos de la boîte. La formule intrigue... ».

#### Années 2020
Depuis le 1er janvier 2022, Cailler est partenaire de licence officiel des équipes nationales suisses de football.
Depuis l'inauguration de la ligne de chemin de fer Bulle - Broc fabrique à voie normale la chocolaterie est desservie par le RER Fribourg. Deux fois par jour un train spécial aux couleurs de Cailler, le Chocolat Express, relie la chocolaterie à Berne.
Un nouveau projet touristique, fruit d’une collaboration entre Jogne Invest et Nestlé, devrait voir le jour d’ici à fin 2025. Le Canton de Fribourg investira 80 millions pour celui-ci.

## Marques
Marques déposées par l'entreprise :
- Classic
- Frigor
- Femina
- Branches Cailler
- Ambassador
- Sublim
- Cuisine
- Napolitains
- Souvenirs
- Chocolat Rayon

### Quelques dates clés
| 1796 | Naissance à Vevey de François-Louis Cailler                              |
| 1819 | Fondation de la marque Cailler                                           |
| 1875 | Invention du chocolat au lait par Daniel Peter, gendre de F.-L. Cailler. |
| 1890 | Invention des pralinés Cailler.                                          |
| 1904 | Invention des pralinés fins Fémina                                       |
| 1907 | Invention des branches Cailler                                           |
| 1923 | Invention du Frigor                                                      |
| 1929 | Transformation en marque du groupe Nestlé                                |
| 2010 | Ouverture de la Maison Cailler                                           |

### Sources officielles
- Michel Charrière, « Cailler » dans le Dictionnaire historique de la Suisse en ligne, version du 11 septembre 2000.
- Gilbert Marion, « François-Louis Cailler » dans le Dictionnaire historique de la Suisse en ligne, version du 20 mars 2003.
- Alexandre-François-Louis Michel Charrière, « Alexandre-François-Louis Cailler » dans le Dictionnaire historique de la Suisse en ligne, version du 17 mars 2003.